# Epopea subacuta
Epopea subacuta är en skalbaggsart. Epopea subacuta ingår i släktet Epopea och familjen långhorningar.

## Underarter
Arten delas in i följande underarter:
- E. s. subacuta
- E. s. leleupi